# David Leon
David Jeremy Leon (* 24. Juli 1980 in Newcastle upon Tyne) ist ein britischer Schauspieler und Regisseur.

## Leben
David Leon ist der Sohn der Sekretärin Ann J. Brown und des Arbeiters Anthony N. Leon. Aufgrund des jüdischen Glaubens seines Vaters bezeichnet er sich selbst als halbjüdisch. In seiner Jugend spielte er kurzzeitig bei den Blackburn Rovers. Leon ging auf die Dame Allan's School in Fenham, ein Ortsteil im Westen von Newcastle upon Tyne und begann eine Ausbildung am National Youth Theatre.

## Karriere
2004 verließ David Leon die Schauspielschule, um in Oliver Stones Film Alexander mitzuspielen. Größere Bekanntheit als Schauspieler erlangte er vor allem aus der britischen Krimiserie Vera – Ein ganz spezieller Fall. Von 2011 bis 2014 war er zusammen mit Brenda Blethyn in den ersten 16 Folgen der Serie zu sehen.
Er war der Regisseur von Black Ice, der 30. Folge der Serie.
Orthodox, Leons dritter Kurzfilm als Autor und Regisseur, wurde in mehreren internationalen Festivals aufgenommen, darunter auch beim 58. BFI London Film Festival.

## Filmografie
- 2004: Alexander
- 2004–2005: Cutting It (TV-Serie, 12 Episoden)
- 2005: Boy Eats Girl
- 2006: These Foolish Things
- 2006: The Wild West (TV Mini-Serie)
- 2006: The Lives of the Saints
- 2006: Strictly Confidential (TV-Serie, 1 Episode)
- 2007: Clapham Junction (TV one-off Drama)
- 2008: Love Me Still
- 2008: Rock N Rolla
- 2010: Coming Up (TV-Serie) – Episode „I Don't Care“
- 2011–2014: Vera – Ein ganz spezieller Fall (Vera, TV-Serie, 16 Episoden, Staffel 1–4)
- 2012: The Glass House
- 2013: Walking with the Enemy
- 2013: Grace and Danger
- 2014: The Refugees (TV-Serie, 7 Episoden)
- 2017: In the Dark (BBC TV Drama)[6]
- 2017: Gold Digger (TV-Miniserie)
- 2022: Silent Witness (Fernsehserie, 5 Episoden)